# Manilkara hoshinoi
Manilkara hoshinoi là một loài thực vật có hoa trong họ Hồng xiêm. Loài này được (Kaneh.) P.Royen mô tả khoa học đầu tiên năm 1953.